# Manducus greyae
Manducus greyae és una espècie de peix pertanyent a la família dels gonostomàtids.

## Hàbitat
És un peix marí i pelàgic-oceànic de clima tropical.

## Distribució geogràfica
Es troba a Papua Nova Guinea i Indonèsia.

## Observacions
És inofensiu per als humans.